# Friedrich Dollmann
Friedrich Dollmann (2 de febrero de 1882 - 30 de junio de 1944) fue un general alemán de la Segunda Guerra Mundial, que participó principalmente en la respuesta del Eje al desembarco de Normandía.

## Biografía y carrera militar
Nacido en 1882, Dollmann se alistó en Ejército Imperial Alemán. Durante la Primera Guerra Mundial, sirvió en la 1.ª Brigada de Artillería de Campo Bávara, comandando un batallón. En 1917 pasó al Estado Mayor de la 6.ª División de Infantería Bávara. Continuó en el Reichswehr tras la Primera Guerra Mundial, ocupando varios cargos.
Promovido a generaloberst (Coronel General) al poco de iniciarse la Segunda Guerra Mundial, se le otorgó el mando del 7.º Ejército Alemán durante la campaña conocida como la batalla de Francia. Se le asignaron tareas de ocupación por lo que Dollmann pasó el resto de la guerra en Francia supervisando la defensa de Bretaña y Normandía. Pese a esperarse una invasión aliada a inicios de junio, Dollmann rebajó las condiciones de alerta tras el empeoramiento de las condiciones meteorológicas el 4 de junio.
El 5 y el 6 de junio, su ejército en Normandía sufrió muchas de las primeras bajas durante la Operación Overlord. Dollmann resistió el ataque aliado hasta su muerte, que le llegó de un ataque al corazón el 30 de junio de 1944, al parecer tras conocer la noticia de que le esperaba un consejo de guerra tras la derrota nazi en la batalla de Cherburgo.